# Натуралізм (мистецтво)
Натуралі́з (від лат. naturalis — «природний»), веризм — напрям у літературі й мистецтві, що набув поширення на межі XIX–XX століття і характеризувався настановами на фотографічно точне відображення дійсності та осмислення особистості крізь призму її біологічної і соціальної зумовленості. Натуралісти прагли перенести в художню творчість принципи наукового дослідження, наполягаючи на тотожності письменницької творчості праці вченого.

## Виникнення терміна
Термін виник в XVII столітті. Першим його вжив Джованні П'єтро Беллорі для позначення мистецтва послідовників Караваджо. Враховуючи відверто вороже ставлення до самого Караваджо, термін « натуралізм » мав негативний зміст. Вороже ставлення до Караваджо, однак, не заважало використовувати художні засоби Караваджо у власній практиці самому Беллорі.

## В ХІХ ст.
У XIX сторіччі Жюль-Антуан Кастаньярі першим застосував визначення «натуралізм» для опису сучасного йому реалістичного живопису так званої «природної школи». Термін набув поширення насамперед у Франції. В Італії віддавали перевагу терміну веризм, в Росії натуралістичний живопис зазвичай називають передвижництвом, в США — школою «Кошика для сміття»
В літературі натуралізм представлений іменами Еміля Золя, Гі де Мопассана і Теодора Драйзера.
Натуралізм у музиці- це насамперед творчість Руджеро Леонкавалло, П'єтро Масканьї, Джакомо Пуччіні, Альфреда Брюно, Гюстава Шарпантьє, Ежена д'Альбера.